# Epifanie (literatuur)
Epifanie is een literaire term die voortgekomen is uit het religieuze begrip epifanie. De term is het equivalent van 'plotselinge, verwarrende openbaring'.
Betekenis: Een zich aan de ratio onttrekkende, plotselinge, kortdurende, diep inwerkende ervaring waarin een zintuiglijk waarneembaar element in de gewone, alledaagse werkelijkheid een niet binnen een gangbaar kader te plaatsen reactie oproept bij wie het ondergaat.

## Term
Ondanks het gegeven dat de literaire term nog altijd een religieuze lading heeft, is de seculiere betekenis inmiddels dominant geworden. Van het literaire gebruik van de term epifanie is voor het eerst sprake in een verhaal van James Joyce met de titel Stephen Hero (gepubliceerd in 1944). Van de hoofdpersoon wordt aangegeven wat hij onder een epifanie verstaat: 

By an epiphany he meant a sudden spiritual manifestation, whether in the vulgarity of speech or of gesture or in a memorable phase of the mind itself.

De term zal zich na Stephen Hero ontwikkelen in een richting die in het verlengde ligt van de betekenis die het personage in het verhaal eraan geeft. Een voorbeeld van een Nederlandse schrijver aan wie epifanische literatuur wordt toegeschreven is Lodewijk van Deyssel. Bij de dichter Adwaita (J.A. Dèr Mouw) is epifanie de oorsprong van zijn dichterschap. Daarnaast ziet men het gebruik van de epifanie terug bij dichters als J.C. Bloem, Herman Gorter, J.H. Leopold en Martinus Nijhoff. In de Engelse literatuur zou ook Samuel Beckett kunnen worden genoemd.
Een goed voorbeeld van een epifanie is te vinden in Thomas Mann, De dood in Venetië. In een droom krijgt hoofdpersoon Gustav von Aschenbach een plotselinge openbaring van een inzicht in zijn leven en zijn kunstenaarschap.
Tijdens het Symbolisme rond 1900 kregen dit soort spirituele indrukken bijzondere nadruk, die lang heeft doorgewerkt. Veel jonge schrijvers hebben in hun adolescentie een vorm van verlichting ervaren die als epifanie zou kunnen worden bestempeld, en die zij als zodanig beschrijven. De roman Le grand Meaulnes van Alain-Fournier (1913) heeft er alle trekken van. De debuutroman van Robert Musil behoort daartoe, maar ook archibald strohalm van Harry Mulisch. 
Ramsey Nasr beschrijft een dergelijke (heel persoonlijke) ervaring in een artikel in de NRC van 9 mei 2015. Als 15- of 16-jarige puber wordt hij met zijn klas door een bevlogen leraar Klassieke Talen meegenomen naar een hedendaagse opera, Aquarius van Karel Goeyvaerts. Hij heeft zich stierlijk verveeld, het was werkelijk niet te harden. Tot de finale. Tijdens die laatste tien minuten gebeurde iets dat hem stuksloeg: een luide koorzang beëindigde de opera, meerstemmig, in hallucinerende harmonieën, terwijl de zangers in gestileerde bewegingen aan het publiek voorbijtrokken. Dat moment is hij nooit vergeten, het was verpletterend en schokkend. "Het bood geen antwoord, had geen nut en het verschafte me geen enkele praktische vaardigheid. Voor een kort ogenblik deed het me geloven in iets waarvan ik wist dat het niet bestond. De waarde lag louter in de ervaring, die me alles uit handen sloeg. Die ervaring verruimde mijn verbeelding met grof geweld en vergruizelde mijn Waarheid. Ik had geloofd in iets wat mij vreemd was."